# The Dancer Upstairs
The Dancer Upstairs (estrenada a Espanya com Pasos de baile i Amèrica llatina com Sendero de sangre,) és una pel·lícula de suspens i crim hispano-estatunidenc produïda i dirigida per John Malkovich (en el seu debut com a director), i protagonitzada per Javier Bardem, Juan Diego Botto i Laura Morante. La pel·lícula és una adaptació del llibre The Dancer Upstairs de Nicholas Shakespeare, qui també va escriure el guió.

## Trama
El tinent Agustín Rejas (Javier Bardem), un policia en la capital d'un país llatinoamericà sense nom, està assignat a investigar una sèrie d'incidents violents. Alguns són menors, uns altres són més seriosos. Van començar en llogarets remots en els últims anys, però ara comencen a ocórrer en o prop de la capital. Tots tenen dues coses en comú: es dirigeixen a persones en la política, i estan associats amb una figura misteriosa anomenada el president Ezequiel, que sembla estar intentant soscavar al govern corrupte i ineficaç del país.
Rejas està casada amb una dona atrevida i abstreta, però se sent cada vegada més atreta per Yolanda (Laura Morante), ballarina i professora de la classe de ballet de la seva filla adolescent. Els dos són llançats junts en un parell d'ocasions pels atacs d'Ezequiel. Rejas es troba passant temps amb Yolanda per a alleujar l'estrès de la recerca. L'atracció és mútua, però els dos no arriben a tenir una aventura, ara com ara.
Quan els associats d'Ezequiel assassinen a dos funcionaris governamentals importants en la capital, es declara la llei marcial i els militars prenen la iniciativa en la recerca. Reixes entén que, tret que pugui trobar i detenir a Ezequiel, el govern dependrà cada vegada més dels militars per a la seguretat quotidiana; els abusos que acompanyen al govern militar proliferaran i finalment destruiran a la societat civil. El seu obstinat treball de detectiu descobreix una pista crucial per al parador de Ezequiel, però el porta per un camí que, fins i tot si té èxit, posarà en perill les seves relacions personals i professionals.

## Repartiment
- Javier Bardem com el detectiu Agustín Rejas.
- Juan Diego Botto com Sucre.
- Laura Morante com Yolanda (Maritza Garrido-Lecca).
- Elvira Mínguez com Llosa.
- Wolframi Sinué com Santiago.
- Abel Folk com a president Ezequiel (Abimael Guzmán).
- Alexandra Lencastre com Sylvina Rejas.
- Oliver Cotton com Merino.
- Luís Miguel Cintra com Calderón.
- Natalia Dicenta com Marina.
- John Malkovich (sense acreditar) com Abimael Guzmán.

## Producció
La pel·lícula va ser rodada a Porto (Portugal), Equador i Espanya. La versió teatral original incloïa una escena ràpida (aproximadament 2–3 segons) d'un mapa de Lima. Aquesta escena ha estat eliminada del DVD.
Un rètol dempeus de carrer diu: "Cuando escucho la palabra cultura, alcanzo mi pistola". Aquesta é una cita que generalment s'atribueix erròniament al líder nazi Hermann Göring.
La cinta de vídeo confiscada està etiquetada com a "Estat de setge"; Est passa a ser el títol espanyol de la pel·lícula État de siège de Costa Gavras. Resulta que hi ha una execució en la cinta. Més tard, parts de la pel·lícula de Gavras també es veuen en la cinta.
La broma de bromes sobre "els pubs en una llauna de coca" és una referència a les audiències de confirmació del jutge Clarence Thomas.

### Base històrica
La història està inspirada en el grup terrorista en el Perú conegut com Sendero Luminoso. El seu líder, Abimael Guzmán, conegut pel president Gonzalo, va ser capturat en un apartament sobre un estudi de ballet en la capital, Lima, en 1992. La professora de ballet Yolanda estava basada en Maritza Garrido Lecca, la dona en el departament de la qual va ser trobat Guzmán. El personatge de Bardem es va inspirar en Benedicto Jiménez i el general Ketín Vidal, del GEIN, les principals figures responsables de la captura de Guzmán.

## Premis i reconeixements
2002 - Festival Internacional de Cinema de Venècia
- Premi Rota Soundtrack guanyat per Alberto Iglesias

2002 - Festival Internacional de Cinema de Chicago
- Nominació per al Concurs de Nous Directors en John Malkovich

2004 - Chlotrudis Awards
- Nominació per a Millor actor per Javier Bardem

2004 - Political Film Society
- Nominació per al Premi PFS